# Nowoswitliwka (obwód ługański)
Nowoswitliwka (ukr. Новосвітлівка) – osiedle typu miejskiego na Ukrainie, w obwodzie ługańskim, w faktycznie niefunkcjonującym rejonie ługańskim, od 2014 pod kontrolą marionetkowej, zależnej od Rosji Ługańskiej Republiki Ludowej. W 2001 liczyło 3610 mieszkańców.